# Firyal Irshaid
Firyal Irshaid (in arabo فريال إرشيد‎?; Gerusalemme, 1945) è una principessa giordana, attiva in ambito umanitario.

## Biografia

### Istruzione e matrimonio
Firyal è nata nel 1945 a Gerusalemme, dal politico Farid Irshaid e da Farida Fahoum, presidente della Mezzaluna Rossa della Cisgiordania. Era sorella minore del politico Maher (1942-2015).
Studiò all'Università di Bir Zeit e all'American College for Women di Beirut per due anni. Si laureò nel 1999 presso la School of General Studies dell'Università Columbia, dove conseguì un dottorato di ricerca in religioni comparate.

### Attività
Nel 1992 è stata nominata Ambasciatrice di Buona Volontà dell'UNESCO, in particolare per la tutela del patrimonio culturale, la ricerca medica e l'istruzione infantile. In collaborazione con l'UNESCO fondò nel 1994 l'International Hope Foundation, e nel 1995 divenne consigliere speciale del direttore generale Federico Mayor Zaragoza.
Nel 2003 entrò nel consiglio di amministrazione (CdA) dell'Associazione delle Nazioni Unite (UNA) e dal 2005 è Ambasciatrice per l'Istruzione Globale. È stata anche un membro del CdA dell'International Rescue Committee.
Nel maggio del 2007 entrò in carica come ministro plenipotenziario del governo giordano presso gli Stati Uniti d'America con il grado di ambasciatrice.

### Vita privata
È stata sposata con il principe Muhammad bin Talal dal 1964 fino al divorzio nel 1978. Successivamente fu legata agli imprenditori Stauros Niarchos e Lionel Pincus (1931-2009), i cui figli, Matthew ed Henry, la accusarono di aver approfittato del deterioramento delle condizioni fisiche e mentali del padre per trarne vantaggi materiali.

## Discendenza
Firyal Irshaid e Muhammad bin Talal ebbero due figli:
- Principe Talal (Amman, 26 luglio 1965), sposò Ghida Salaam (1963):
  - Principe Hussein (1999);
  - Principessa Rajaa (2001);
  - Principe Muhammad (2001).
- Principe Ghazi (1966), con la prima moglie Areej Zawawi (1967) ebbe quattro figli.